# Letov Š-7
De Letov Š-7 is een Tsjechoslowaaks eenzits dubbeldekker jachtvliegtuig gebouwd door Letov. De Š-7 is ontworpen door ingenieur Alois Šmolík. Het toestel vloog voor het eerst in 1923. Er is slechts één prototype van gebouwd.

## Specificaties
- Bemanning: 1, de piloot
- Lengte: 6,97 m
- Spanwijdte: 9,30 m
- Hoogte: 2,65 m
- Vleugeloppervlak: 22,15 m2
- Leeggewicht: 763 kg
- Volgewicht: 1 050 kg
- Motor: 1× door Škoda gebouwde Hispano-Suiza 8 Fb, 220 kW (300 pk)
- Maximumsnelheid: 235 km/h
- Kruissnelheid: 200 km/h
- Vliegbereik: 580 km
- Plafond: 8 000 m
- Bewapening: 2× vooruit vurende 7,7 mm machinegeweren